# Ferrari 250 LM
La Ferrari 250 LM est une automobile de course développée par le constructeur italien Ferrari.
Présentée à Paris en novembre 1963, la Ferrari 250 LM (« LM » pour « Le Mans ») est une déclinaison Grand Tourisme de la Ferrari 250 P. Destinée à remplacer la victorieuse 250 GTO, elle ne connaîtra pas les heures de gloire des modèles précédents. Face à une concurrence toujours plus pressante, et notamment face au nouveau projet dénommé GT40 de Ford, Ferrari décide de produire à un son tour un modèle GT, en espérant comme à son habitude la « nonchalante bienveillance » de la CSI pour obtenir l'homologation en GT dès la mise en route de la production.
Alors que Ferrari avait déjà fait passer la 250 GTO pour une simple évolution de la 250 GT, la même ruse ne convainquit pas une deuxième fois le CSI. L'homologation de la 250 LM en Grand Tourisme ayant été refusée par les instances internationales de l'époque, elle fut condamnée à se battre avec les prototypes qui la surclassaient. Elle a tout de même gagné les 24 Heures du Mans en 1965 avec Masten Gregory et Jochen Rindt (catégorisée alors P 5.0), sauvant la victoire pour Ferrari (deuxièmes Pierre Dumay et Gustave Gosselin, aussi sur LM).
Elle remporta aussi le Trophée international des prototypes du championnat du monde des voitures de sport 1965.

## Victoires diverses
- 12 Heures de Reims 1964 (Phil Hill et Joakim Bonnier) ;
- Grand Prix de Zolder 1964 (Lucien Bianchi) ;
- Mémorial Scott-Brown à Snetterton 1964 (Roy Salvadori) ;
- Course de côte de Sierre 1964 (Ludovico Scarfiotti) ;
- Coppa Inter-Europa 1964 (Nino Vaccarella) ;
- 500 mile Road America 1964 (Hansgen / Pabst) ;
- 9 Heures de Kyalami 1964 (David Piper et Tony Maggs) ;
- Grand Prix d'Angola 1964 (Willy Mairesse) ;
- Coupe des Belges 1965 (Mairesse) ;
- Victoire de catégorie P 4.0 aux 12 Heures de Sebring 1965 (Piper et Maggs) ;
- Course de côte Stallavena-Boscochiesanuova 1965 (Lualdi) ;
- 500 kilomètres de Spa 1965 (Mairesse) ;
- 500 kilomètres de Mugello 1965 (Mario Casoni) ;
- Coupe de la cité d'Enna 1965 (Mario Casoni) ;
- 200 milles de Zeltweg 1965 (Rindt) ;
- National Zolder 1966 (Jean Blaton) ;
- Circuit de Cascais 1966 (António Peixinho) ;
- Anerley Trophy à Crystal Palace 1966 (Piper) ;
- 12 Heures de Surfers Paradise 1966 (Jackie Stewart et Andy Buchanan) ;
- Vila de Conde 1966 (Peixinho) ;
- Eagle Trophy de Brands Hatch 1966 (Piper) ;
- Golden Cup à Oulton Park 1966 (Piper) ;
- 1 000 kilomètres de Paris 1966 (Piper et Parkes) ;
- Silverstone International 1967 (Piper) ;
- Grand Prix de Silversone 1967 (Richard Attwood) ;
- Evening News Brands Hatch 1967 (Piper) ;
- 12 Heures de Surfers Paradise 1967 (Brown et Cusack) ;